# Эдвардс, Дэниел
Дэниел Эдвардс (род. 1965, Ла-Порт, Индиана, США) — американский современный скульптор, работающий в рамках направления нео-поп.
В середине 80-х годов Эдвардс познакомился с Энди Уорхолом на конкурсе красоты в Нью-Йоркском «Палладиуме». По стипендии от его поместья Эдвардс поступил в Нью-Йоркскую академию художеств, где получил образование в области фигурной скульптуры.
Эдвардс является лауреатом премии Bartlebooth Award 2006 от газеты The Art Newspaper.

## Работы
В 2006 году Эдвардс создал бюст сенатора Хиллари Клинтон в натуральную величину («Президентский бюст Хиллари Родэм Клинтон»). Среди других работ — «Саркофаг Опры» и «Мёртвый принц Гарри».
Создал статую Бритни Спирс в натуральную величину, рожающую обнаженной на ковре из медвежьей шкуры. Эдвардс назвал статью «Памятник защитникам жизни: рождение Шона Престона» , объяснив, что это символизирует решение Спирс поставить роды выше своей карьеры.
В 2006 году Эдвардс создал бюст сенатора Хиллари Клинтон в натуральную величину. Он называется «Президентский бюст Хиллари Родэм Клинтон» . Скульптура изображает её в цветочном платье с глубоким вырезом.
28 августа 2006 года Эдвардс представил скульптуру под названием «Загорелые детские какашки Сури», которая якобы была фактическим первым опорожнением кишечника ребенка Тома Круза и Кэти Холмс. Скульптура должна была быть продана с аукциона на eBay, и Эдвардсу было поручено изготовить гипсовую копию ограниченным тиражом.
Скульптура принца Гарри, изображающая его мёртвым, в военной форме, его голова покоится на Библии, с медальоном его матери в руках и со стервятником, стоящим у его ног. Эдвардс предполагает, что скульптура показывает, как принц Гарри «должно быть умер в тот день, когда ему сказали, что он не может служить» (в Ираке).
9 августа 2011 года появились изображения новой статуи, которую создал Эдвардс, изображающей актрису и певицу Селену Гомес со своим на тот момент бойфрендом, певцом Джастином Бибером, соединенных туловищем, обнаженными, с прикрытиями только на их интимных частях.
Эдвардс также создал «памятный» бюст Эми Уайнхаус.